# چیرن
چیرن (به بلغاری: Chiren) یک منطقهٔ مسکونی در بلغارستان است که در استان وراتسا واقع شده‌است.
 چیرن  ۸۱۲ نفر جمعیت دارد و ۳۰۰ متر بالاتر از سطح دریا واقع شده‌است.